# 安迪尔河
安迪尔河，又名博斯坦托格拉克河，位于中华人民共和国新疆维吾尔自治区南部且末县与民丰县交界地区的一条河流，“安迪尔”维吾尔语意为“河边的河”，亦有“河床深陷”之意，“博斯坦托格拉克”维吾尔语意为“茂密的胡杨河”。安迪尔河由发源于昆仑山北坡的东、西两支汇流而成，西支阔果能萨依河位于民丰县，东支阿克苏萨依河是且末和民丰两县界河，两支流在艾格勒阔勒村附近汇合后干流在山谷中呈东南-西北向流，于民丰县萨勒吾则克乡喀拉萨依附近出山口转北流，进入冲积平原后，河水大量渗入地下，于布拉克贝希附近重新溢出，继续北流经过安迪尔兰干、315国道、安迪尔牧场，最后消散于安迪尔乡东北的沙漠中。山口以上河流全长81.5千米，流域面积3944平方千米，年均径流量1.46亿立方米。